# Bohusbanan
Bohusbanan – linia kolejowa w południowo-zachodniej Szwecji w Bohuslän, łącząca Göteborg ze Strömstad. Linia jest jednotorowa, zelektryfikowana. Jej długość wynosi 180 km.
Decyzję o budowie linii podjął Riksdag w 1898 roku. Pracę rozpoczęto trzy lata później. W 1903 otwarto dla ruchu odcinek Uddevalla – Strömstad, a w 1907 Uddevalla – Tingstad. W 1909 ukończono most Marieholmsbron nad Göta älv, doprowadzając linię do Göteborgs centralstation.

## Stacje kolejowe
Na Bohusbanan znajduje się 17 stacji kolejowych:
- Strömstad
- Skee
- Överby
- Tanum
- Rabbalshede
- Hällevadsholm
- Dingle
- Munkedal
- Uddevalla centralstation
- Uddevalla östra
- Ljungskile
- Svenshögen
- Stenungsund
- Stora Höga
- Kode
- Ytterby
- Göteborgs centralstation

## Połączenie z innymi liniami kolejowymi
- W pobliżu Munkedal: Lysekilsbanan do Lysekil
- W Uddevalli: Älvsborgsbanan do Borås
- W Göteborgu:
  - Göteborgs hamnbana – 9-kilometrowy odcinek na wyspę Hisingen
  - Västra stambanan do Sztokholmu
  - Vänerbanan do Kil